# Jim Davis (skådespelare)
Jim Davis, född 26 augusti 1909 i Edgerton, Missouri, död 26 april 1981 i Northridge, Kalifornien, var en amerikansk skådespelare. Han spelade med i en mängd västernfilmer, men i Sverige är han mest känd för sin roll i TV-serien Dallas där han spelade Jock Ewing. Fick ett stort genombrott för rollen som Slick Novak i dramafilmen Winter Meeting (1948) där han spelade mot Bette Davis. 1974 spelade han senatorn George Hammond i thrillern The Parallax View mot Warren Beatty. Han är i USA välkänd för rollen som Matt Clarke i westernserien The Stories of the Century 1954–1955, och som hjälten Wes Cameron i Rescue 8 1953–1954. Han var 191 centimeter lång.

## Filmografi i urval
- Dallas (TV-serie, 1978-1981)
- På flykt över prärien (1973)
- 1972 – Det ruttna gänget
- Honkers (1971)
- Big Jake (1971)
- Blodsmässa Dracula-Frankenstein (1971)
- Rio Lobo (1970)
- Fort Utah (1968)
- Zebra in the kitchen (1965)
- Alias Jesse James (1959)
- Snabbskytten från Arizona (1958)
- Dödspatrullen (1951)
- California Passage (1950)
- Blodshämnd i Montana (1950)
- Präriens erövrare (1950)
- Hellfire (1949)
- Röde hingsten i Klippiga Bergen (1949)
- Nattens ryttare (1947)
- Djungelhästen ( 1946)
- Kairo (1942)